# Stenocereus hystrix
Stenocereus hystrix là một loài thực vật có hoa trong họ Cactaceae. Loài này được (Haw.) Buxb. miêu tả khoa học đầu tiên năm 1960.